# اشعه‌هراسی

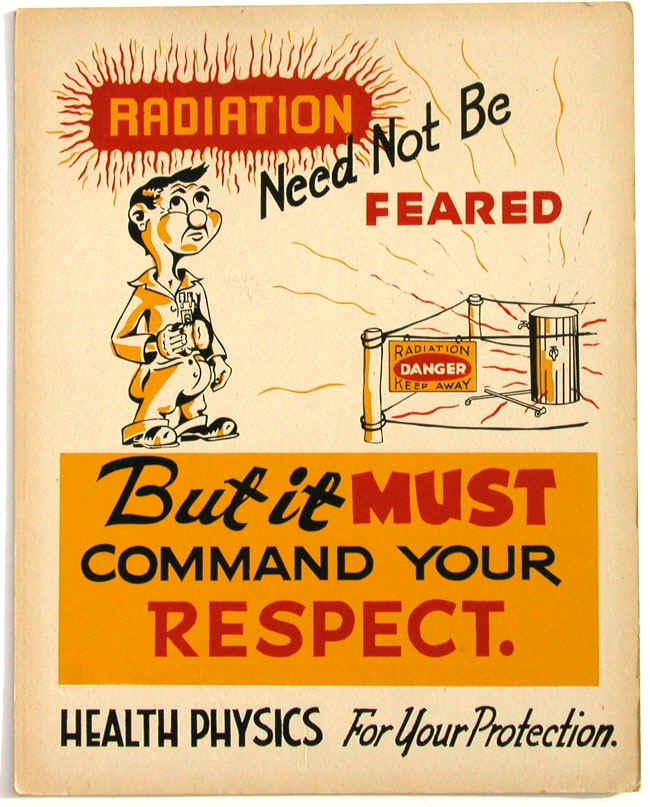
پوستر توصیه‌ای فیزیک محافظت از پرتو درباره احترام به تشعشع به جای ترس از آن. (آزمایشگاه ملی اوک ریج، ۱۹۴۷)

پرتوهراسی یا رادیوفوبی (انگلیسی: Radiophobia) ترس و هراس از پرتو یونیزان است. با توجه به اینکه مقادیر قابل توجهی از اشعه مضر است و حتی کشنده است (به عنوان مثال سرطان ناشی از تشعشع و مسمومیت پرتوی)، هر تهدید در معرض تابش ممکن است ترس قابل توجهی در انسان ایجاد کند. این اصطلاح همچنین برای توصیف مخالفت با استفاده از فناوری هسته‌ای (به عنوان مثال انرژی هسته‌ای) ناشی از نگرانی‌های نامتناسب بیش از خطرات واقعی استفاده می‌شود.